# Koroljov (stad)
Koroljov (Russisch: Королёв, Karaljof) is een kleine stad in Rusland, 7 kilometer ten noordoosten van Moskou in de oblast Moskou, waar voornamelijk aan de ruimtevaart gerelateerde industrie is gevestigd.

## Geschiedenis
Reeds in de twaalfde eeuw was hier een nederzetting aan de oevers van de rivier Kljazma. Het dorp Podlipki (Подлипки) werd
in 1938 hernoemd tot Kaliningrad (Калининград), als eerbetoon aan de Russische revolutionair Michail Kalinin. In 1996 kreeg de stad zijn huidige naam, naar de Russische ruimtevaartpionier Sergej Koroljov, die hier de voor de ruimtevaart benodigde industrie concentreerde.

## Ruimtevaartcentrum
Ook tegenwoordig is Koroljov nog een centrum van de Russische ruimtevaart. In de stad is onder meer het vluchtleidingscentrum (Центр управления полётами, beter bekend als Цуп) gevestigd, van waaruit het Internationaal ruimtestation ISS wordt begeleid.
Ook de rakettenfabriek RKK Energia, bouwers van de gelijknamige Energia-raket, heeft zijn thuisbasis in Koroljov. Op het terrein van RKK Energia is een klein museum, dat normaal gesproken niet toegankelijk is, omdat het terrein van RKK Energia als geheim is gekwalificeerd. In dit museum is onder andere te zien:
- de Apollo capsule gekoppeld aan de Sojoez-19 capsule
- de originele capsules van Joeri Gagarin, German Titov en Valentina Teresjkova

## Geboren in Koroljov
- Joerij Vojnov (1931-2003), Sovjet-Oekraïens voetballer en trainer

Aprelevka · Balasjicha · Bronnitsy · Chimki · Chotkovo · Dedovsk · Dmitrov · Doebna · Dolgoproedny · Domodedovo · Drezna · Dzerzjinski · Elektrogorsk · Elektro-oegli · Elektrostal · Frjazino · Golitsyno · Istra · Ivantejevka · Jachroma · Jegorjevsk · Joebilejny · Kasjira · Klimovsk · Klin · Koebinka · Koerovskoje · Kolomna · Koroljov · Kotelniki · Krasnoarmejsk · Krasnogorsk · Krasnozavodsk · Krasnoznamensk · Likino-Doeljovo · Ljoebertsy · Lobnja · Loechovitsy · Losino-Petrovski · Lytkarino · Moskovski · Mytisjtsji · Naro-Fominsk · Noginsk · Odintsovo · Orechovo-Zoejevo · Ozjerelje · Ozjory · Pavlovski Posad · Peresvet · Podolsk · Poesjkino · Poesjtsjino · Protvino · Ramenskoje · Reoetov · Roeza · Rosjal · Sergiev Posad · Serpoechov · Sjatoera · Sjtsjerbinka · Sjtsjolkovo · Solnetsjnogorsk · Staraje Koepavna · Stoepino · Taldom · Troitsk · Tsjechov · Tsjernogolovka · Vereja · Vidnoje · Volokolamsk · Voskresensk · Vysokovsk · Zarajsk · Zjeleznodorozjny · Zjoekovski · Zvenigorod